# جيسي هولي
جيسي هولي (بالإنجليزية: Jesse Holley)‏ هو لاعب كرة قدم أمريكية ولاعب كرة قدم كندية أمريكي، ولد في 8 يناير 1984 في روزيلي في الولايات المتحدة.

## وصلات خارجية
- جيسي هولي على موقع كلية كرة السلة في سبورتس رفرنس.كوم (الإنجليزية)
- جيسي هولي على موقع ريلجم (الإنجليزية)
- جيسي هولي على موقع مرجع كرة القدم المحترفة.كوم (الإنجليزية)